# Leucophaeus
Leucophaeus é um pequeno gênero de gaivotas de médio porte do Novo Mundo, a maioria dos quais são escuros na plumagem, geralmente com crescentes brancos acima e abaixo dos olhos. Até recentemente estavam no gênero Larus.

## Espécies
- Leucophaeus scoresbii
- Leucophaeus modestus
- Leucophaeus fuliginosus
- Leucophaeus atricilla
- Leucophaeus pipixcan